# Saint-Thomas (Haute-Garonne)
Saint-Thomas település Franciaországban, Haute-Garonne megyében. Lakosainak száma 614 fő (2022. január 1.). Saint-Thomas Auradé, Bonrepos-sur-Aussonnelle, Bragayrac, Empeaux, Saiguède, Sainte-Foy-de-Peyrolières és Seysses-Savès községekkel határos.

## Népesség
A település népessége az elmúlt években az alábbi módon változott:
| Lakosok száma | 227  | 287  | 362  | 544  | 555  | 564  | 573  | 576  | 592  | 614  |
|               | 1968 | 1982 | 1990 | 2006 | 2013 | 2015 | 2017 | 2019 | 2020 | 2022 |